# Xanthochlorus philippovi
Xanthochlorus philippovi är en tvåvingeart som beskrevs av Negrobov 1978. Xanthochlorus philippovi ingår i släktet Xanthochlorus och familjen styltflugor. Inga underarter finns listade i Catalogue of Life.